# Ludovico Birago
Ludovico Birago (Milano, 1509 – Carmagnola, 28 dicembre 1572) è stato un condottiero italiano.

## Biografia
Figlio di Cesare Birago e di Laura Francesca Della Torre, divenne per volere di Francesco I di Francia nel 1539 governatore di Chivasso e Verolengo e nel 1544 partecipò alla Battaglia di Ceresole. Nel 1548 Enrico II di Francia, lo nominò "luogotenente del signor Pietro Strozzi delle fanterie italiane in Piemonte".
Nel 1556 conquistò Gattinara che era stata ripresa dagli Spagnoli, e dal 1559 al 1572 tenne il governo del Marchesato di Saluzzo in assenza di Ludovico Gonzaga-Nevers che ne era titolare.
Nel 1561 pubblicò il "Manifesto dell'ill. signor Lodovico Birago con altre scritture, per le quali si conosce quanto è seguito tra esso signor et Scipion detto de' Vimercato" dove spiega il perché non poté accettare la sfida a duello con Scipione Vimercati fissato nelle terre di Ludovico Pico, signore della Mirandola, in quanto per il Birago il Vimercati non era nobile. Cercò di mediare nelle questioni che opponevano i protestanti piemontesi alla politica voluta dal papato patteggiando con i riformati e mostrandosi tollerante. Il suo atteggiamento indusse il Papa Pio V ad inviare il Signor di Villaparis a Saluzzo per indurlo a una politica più dura verso i riformati. Quest'azione del Papa lo convinse nel 1567 a far firmare a Ludovico Gonzaga-Nevers un editto che intimava ai protestanti di presentarsi entro ventiquattro ore alle autorità, "sotto pena di confiscatione della vita et beni".
Nel 1569 assunse il governo di Carmagnola dove vi furono molti attriti con Ruggero di St-Lary signore di Bellegarde legato al partito ugonotto e futuro Maresciallo di Francia.